# Nie mów nikomu (film 2003)
Nie mów nikomu (hindi कुछ ना कहो / Kuch Naa Kaho, urdu کچھ نہ کہو) – bollywoodzki dramat miłosny z 2003 roku w reżyserii Rohana Sippy’ego. W rolach głównych wystąpili Aishwarya Rai i Abhishek Bachchan, którzy w życiu prywatnym są od 2007 małżeństwem.

## Piosenki
- "Kuch Naa Kaho" – Sadhana Sargam, Shaan
- "Tumhe Aaj Maine Jo Dekha" – Shankar Mahadevan, Sujata Bhattacharya
- "Baat Meri Suniye To Zara" – Mahalaxmi, Shankar Mahadevan
- "Kehti Hai Yeh Hawa" – Richa Sharma
- "ABBG:Mahalaxmi" – Udit Narayan
- "Achchi Lagti Ho" – Kavita Krishnamurti, Udit Narayan

## Obsada
- Abhishek Bachchan – Raj
- Aishwarya Rai – Namrata Shrivastav
- Arbaaz Khan – Sanjeev Shrivastav
- Satish Shah – Rakesh, wuj Raja
- Suhasini Mulay – Dr. Malhotra, matka Raja
- Jaspal Bhatti – Monty Ahluwalia
- Himani Shivpuri – Minty Ahluwalia (jako Hemani Shivpuri)
- Tanaaz Currim – pan Lobo
- Meghna Malik – Nikki
- Razak Khan – Bird seller
- Raja Choudhary – Ajay Sehgal
- Yusuf Hussain – Roshanlal Sehgal
- Dardhana Kashmiri – pani Roshanlal Sehgal
- Mousami Tondwalkar – Ajay's babhi
- Kamal Dev – brat Ajaya
- Ejaz Khan – Vikram
- Jennifer Winget – Pooja
- Zoya Afroz – Aria
- Kashish Dasani – Bunty
- Parth Dave – Adi
- Gautami Gadgil – Poonam
- Divya Palat – Rachna
- Ramona Sunavala – Kavita